# Regne de Taungoo
El regne de Taungoo fou un estat independent del sud de la moderna Birmània, amb capital a la ciutat de Taungoo (Toungoo, Taung-ngu).

## Antecedents
El Regne d'Ava, que es considerava el successor legítim del Regne de Pagan, va intentar recompondre l'antic imperi guerrejant contra el Regne de Hanthawaddy al sud, els Estats Shan al nord i l'est, i Estat de Rakhine a l'oest. Tot i que va poder mantenir Taungoo i alguns Estats Shan perifèrics (Kalaymyo, Mohnyin, Mogaung i Hsipaw) dins del seu domini en el cim del seu poder, Ava no va poder reconquerir la resta. La Guerra dels Quaranta Anys de 1385 a 1424 amb Hanthawaddy va deixar Ava esgotada i des de 1420 fins a principis de la dècada de 1480 'enfrontava regularment a rebel·lions a les seves regions vassalles cada vegada que un nou rei arribava al poder. A les dècades de 1480 i 1490, el Regne Prome al sud i els estats Shan que estaven sota el domini d'Ava al nord s'havien separat, i la dinastia Taungoo es va fer tan poderosa com el seu amo nominal Ava, i el 1510, Taungoo també es va separar.

## Taungoo sota el domini d'Ava
Fins al segle xvi la història fou una continuada interferència del regne del Regne d'Ava i del de Pegu, i els reis de Taung-ngu foren poc més que governadors una vegada nomenats per un i altres per l'altre. Wa-ri-yu, el rei de Martaban, va marxar al nord i va envair la província de Taung-ngu, i va fer presoner a Tha-won-lek-ya, governador de Taungoo per compte de Pagan; el va enviar a Byu, un poble a uns 25 km al sud de Shwe-gyin. Els seus dos fills el 1279 van construir una ciutat als turons, anomenada Taung-ngu, de "taung" que vol dir "turó" i ngu que vol dir projecció". Al mateix temps que els dos prínceps fundaven Taung-ngu un home anomenat Karen-ba va establir una població a la riba oriental del Sittaung que fou anomenada Karen-myo o Ciutat de Karen. Els dos germans van entrar en contacte amb Karen-ba i van acordar fundar conjuntament una nova ciutat, cosa que van portar a terme el 1299, i que es va dir Da-nya-wa-di. Tha-won-gyi fou declarat rei, el seu germà Tha-won-ngay hereu i Karen-ba primer ministre. La decadència de Pagan va afavorir al nou regne que es va poder consolidar.
Tha-won-gyi fou assassinat el 1317 pel seu germà Tha-won-ngay, que va pujar al tron i va morir el 1324; llavors Karen-ba va usurpar el tron; va morir el 1342, i el va succeir el seu gendre Lek-ya-ze-ya-thin-gyaw, del que va passar al seu germà petit Tauk-lek-ya el 1344, però fou enderrocat dos anys després per l'usurpador Thin-pan-ka; aquest va morir el 1363, i el va succeir el seu fill Pyaw-kyi-gyi, que quan va morir el seu pare estava a la cort del rei de Pegu. El nou sobirà va entrar en aliança amb el rei de Pegu (rei dels talaings o mons) llavors enfrontat als reis d'Ava i Prome, aquest darrer independitzat poc abans. Convidat Pyaw-kyi-gyi a anar a Prome fou assassinat en aquesta ciutat però el seu fill Pyaw-kyi-ngay i el seu nebot Saw-ka-det, que l'havien acompanyat, es van poder escapar i al cap de tres mesos van recuperar el tron de mans del regent, que aprofitant les circumstàncies havia usurpat el poder.
Pyaw-kyi-ngay fou proclamat rei el 1370 i el 1374 el va succeir Saw-ka-det, que fou odiat pel seu poble i assassinat el 1378 per un pun-gyi o sacerdot que es va apoderar de la corona. Els súbdits xans es van revoltar i es van apoderar de Taung-ngu aprofitant l'absència del rei que havia anat a Innwa; el rei va retornar i va recuperar la capital i va fer matar tots els xans. El 1392 el va succeir el seu fill Saw-u, que al cap d'un any fou deposat pel rei d'Ava que va posar al tron a un tal Ta-ra-pya.
Un successor d'aquest això no obstant, va declarar la guerra a Ava i va conquerir diversos regnes feudataris d'aquest. Uns anys més tard es va aliar amb el rei de Pegu el gran Ra-za-di-rit, al que va donar la seva filla en matrimoni, i el 1417 els dos sobirans van atacar Prome; l'exèrcit de Taung-ngu, amb 20.000 soldats, 1000 cavallers i 200 elefants, sota la direcció de Thamaing Pa-yun, va creuar les muntanyes Pegu Yoma; l'exèrcit de Pegu amb 5000 homes i 700 bots sota la direcció de Ba-nya Pa-thein, va pujar l'Irauadi. Prome fou conquerida i es va fer un gran botí incloent un elefant reial blanc. Vers el 1485 la capital fou traslladada al lloc de la moderna Taung-ngu; 

## Regne independent
El 1510, Taungoo també es va separar del Regne d'Ava i el 1527, la Confederació dels Estats Shan, liderada per l'estat de Mohnyin en aliança amb Prome, va saquejar Ava i va col·locar reis nominals al tron d'Ava i va governar gran part de l'Alta Birmània. Només el petit Taungoo va romandre com l'últim regne del regne independent.

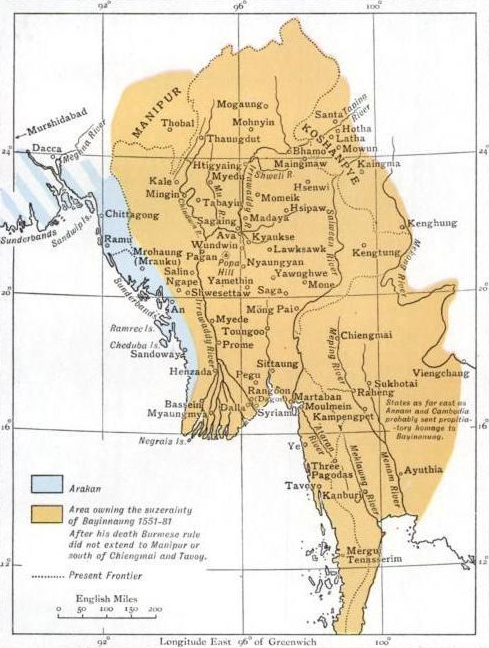
Mapa del regne de Taungoo al 1572.

El 1538 Tabinshwehti, descendent del fundador de la moderna Taung-ngu va assolar el territori del Regne de Hanthawaddy (Pegu) i fou proclamat rei d'aquest país. Va construir el Palau Daurat de Taung-ngu del que queden les ruïnes, i la pagoda Shwe San-daw. El fracàs de la Confederació per eliminar Taungoo va resultar costós doncs Taungoo va prendre la iniciativa per consolidar la seva posició i amb el suport de mercenaris i canons portuguesos i tropa musulmana va derrotar a Hanthawaddy el 1541. Quan Taungoo es va tornar contra Prome, els Shan van enviar massa tard els seus exèrcits i Taungoo va prendre Prome el 1542, i Bagan el 1544, però no va poder conquerir el regne d'Arakan, que va atacar entre 1545 i 1547, i Siam entre 1547 i 1549.
El cunyat de Tabinshwehti, Bayinnaung, el va succeir al tron el 1550 i va regnar 30 anys, iniciant una campanya de conquesta envaint diversos estats, entre ells Ava el gener de 1555, posant fi al paper de la ciutat com a capital de l'Alta Birmània que havia ostentat durant gairebé dos segles. Manipur el 1560 i Ayutthaya en 1564. Líder enèrgic i comandant militar eficaç, va convertir Toungoo en l'estat més poderós del sud-est asiàtic i va estendre les seves fronteres des de Laos fins a Ayutthaya. Bayinnaung estava disposat a lliurar un assalt final i decisiu al regne d'Arakan quan va morir el 1581 i fou succeït pel seu fill Nanda Bayin que va llançar cinc desastroses invasions de Siam, que van debilitar cada cop més el seu domini a tot arreu. A partir de 1593 fou incapaç d'aturar la invasió siamesa que es va apoderar de tota la costa de Tenasserim entre 1594 i 1495, d'impedir que la resta dels vassalls es separessin el 1597 i d'aturar les renovades incursions portugueses, els governants Taungoo es van retirar del sud de Birmània i van fundar en 1597 una segona dinastia a Ava, la dinastia Nyaungyan o Taungoo restaurada. Pegu fou assolat i tal com el poder d'aquest regna minvava el dels birmans augmentava. Filipe de Brito e Nicote en 1599 es va apoderar de territoris al delta en nom del rei d'Arakan, i el 1603 es va fer independent a Syriam, aliant-se amb el rei de Portugal en 1605 i amb Min Razagyi de Pegu, però enfrontat a Natshinnaung de Toungoo, va conquerir Taung-ngu. Pegu fou conquerit pels birmans el 1612. El net de Bayinnaung, Anaukpetlun el 1613 va conquerir la ciutat de Syriam, la capital de Brito, al que va executar i empalar i els portuguesos capturats vius foren enviats a la capital com esclaus, es va tornar a reunir Birmània i Taung-ngu ja no va tornar a ser independent.
El 1628, Anaukpetlun va ser assassinat pel seu propi fill Minredeippa que es va fer rei mentre Thalun estava en campanya contra els Shan a Kengtung amb el seu germà Minye Kyawswa, el governador d'Ava, i la mort d'Anaukpetlun els va obligar a tornar a Pegu per reclamar el tron al rei il·legal i per contrarestar les oportunistes invasions arakaneses. El 1629, Thalun i Minye Kyawswa van poder prendre Pegu i executar Minyedeippa. Thalun va lluitar durant tres anys contra Lanna, que finalment va sotmetre el 1632. El 1634, Thalun va traslladar la capital a Ava i es va coronar rei d'Ava i va convertir el seu germà Minye Kyawswa príncep hereu, i va reconstruir el país devastat per la guerra però no va evitar que s'iniciés la descomposició. Minye Kyawswa va morir en 1648 i Thalun va nomenar el seu propi fill Pindale com a príncep hereu però el fill de Minye Kyawswa es va revoltar i saquejar el palau va ser saquejat fent fugir Thalun a Sagaing però aviat la rebel·lió va ser sufocada i els conspiradors van ser cremats vius. Thalun va morir el 19 d'octubre de 1648, succeït per Pindale, que va encarregar a Pye Min, príncep de Pyay (Prome) dirigir la resistència birmana contra les incursions dels Ming i Qing del sud.
El 1658, Zhu Youlang l'últim pretendent de la dinastia Ming va buscar refugi sota la protecció de Pindale, establint-se a Ava el 1661 però aviat es va fer evident que tenia la intenció d'establir un regne a Birmània, i va esclatar la guerra amb els seus amfitrions. Els xinesos van devastar la terra al voltant d'Ava però no van aconseguir capturar-la, gràcies a la defensa que oferia l'artilleria portuguesa mercenària de Pindale, però Pye Min va donar un cop d'estat el i va trencar el setge i va ordenar que tots els xinesos amb l'excepció de Youlang, fossin matats. El desembre de 1661, un exèrcit Qing de 20.000 homes comandat per Wu Sangui va entrar a Taungoo exigint la rendició de Youlang, a qui foren entregats. La resta del seu regnat va ser en gran part tranquil i Pye Min va morir el 1672, succeït pel seu fill Narawara.
El llarg i lent descens de la dinastia va arribar finalment al primer pla durant el regnat de Taninganway Min en forma d'inestabilitats internes i externes, enfrontant-se a una rebel·lió del governador de Pagan, a l'assalt del territori birmà a principis de 1724 pels genets de Manipur, respost en una fracassada expedició de represàlia a Manipur el novembre de 1724, a la revolta del sud de Lanna el 1727, i no va poder recuperar la vall de Ping al voltant de Chiang Mai. Els mon es van rebel·lar en 1740 i Smim Htaw Buddhaketi va restablir el Regne de Hanthawaddy, i quan en 1747 Binnya Dala va ser proclamat rei, encoratjat pels francesos de l'Índia es va rebel·lar i en 1751 atacar Ava, que va conquerir el 22 de març de 1752 i Mahadhammaraza Dipadi va ser portat captiu a Pegu i visqué dos anys més abans de ser executat el 1754 a causa d'una sospita de rebel·lió. La caiguda de la dinastia Toungoo s'atribueix a les debilitats institucionals de la capital, que van intensificar el partidisme i les disputes de successió, i l'impacte desigual del creixement del comerç i la inflació dels preus.
El 1752 Alaungpaya desafià el restaurat Regne de Hanthawaddy que acabava d'enderrocar la dinastia Taungoo, i el 1759, les forces d’Alaungpaya havien reunit tota Birmània (i Manipur) i expulsaven els francesos i els britànics que havien proporcionat armes a Hanthawaddy.

## Llista de reis
- Tha-won-lek-ya vers 1250-1275
- Tha-won-gyi 1275-1317
- Tha-won-ngay 1317-1324
- Karen-ba 1324-1342
- Lek-ya-ze-ya-thin-gyaw 1342-1344
- Tauk-lek-ya 1344-1347
- Thinkaba o Thinpanka 1347-1363
- Pyaw-kyi-gyi (Pyanchi) 1363-1370
- usurpació pel regent, tres mesos 1370
- Pyaw-kyi-ngay 1370-1374
- Saw-ka-det 1374-1378
- Pun-gyi 1378-1392
- Saw-u 1392-1393
- Ta-ra-pya 1393-?
- Thamaing Pa-yun vers 1415-1421
- Sawluthinhkaya 1421-1436
- Diversos reis 1436-1471
- Sithukyawhtin 1471-1482
- Anarquia 1482-1486
- Minkyinyo 1486-1531
- Tabinshwehti 1531-1550
- Thamindwut 1550
- Thaminhtau 1550-1551
- Bayinnaung 1551-1581
- Nandabayin 1581-1599
- Filipe de Brito e Nicote 1599-1613
- Anaukpeitlun 1605-1628, funda la dinastia Nyaungyan o dinastia restaurada de Toungoo.

## Dinastia restaurada de Toungoo, a Ava
- Anaukpeitlun 1605-1628, funda la dinastia Nyaungyan o dinastia restaurada de Toungoo.
- Minredeippa 1628-1629
- Thalun 1629-1648
- Pindale 1648-1661
- Pye Min 1661-1672
- Narawara 1672-1673
- Minredyawdin 1673-1698
- Sane 1698-1714
- Taninganwe 1714-1733
- Mahadhammaraza Dipadi 1733-1752
- A Pegu 1752.